# Hockete

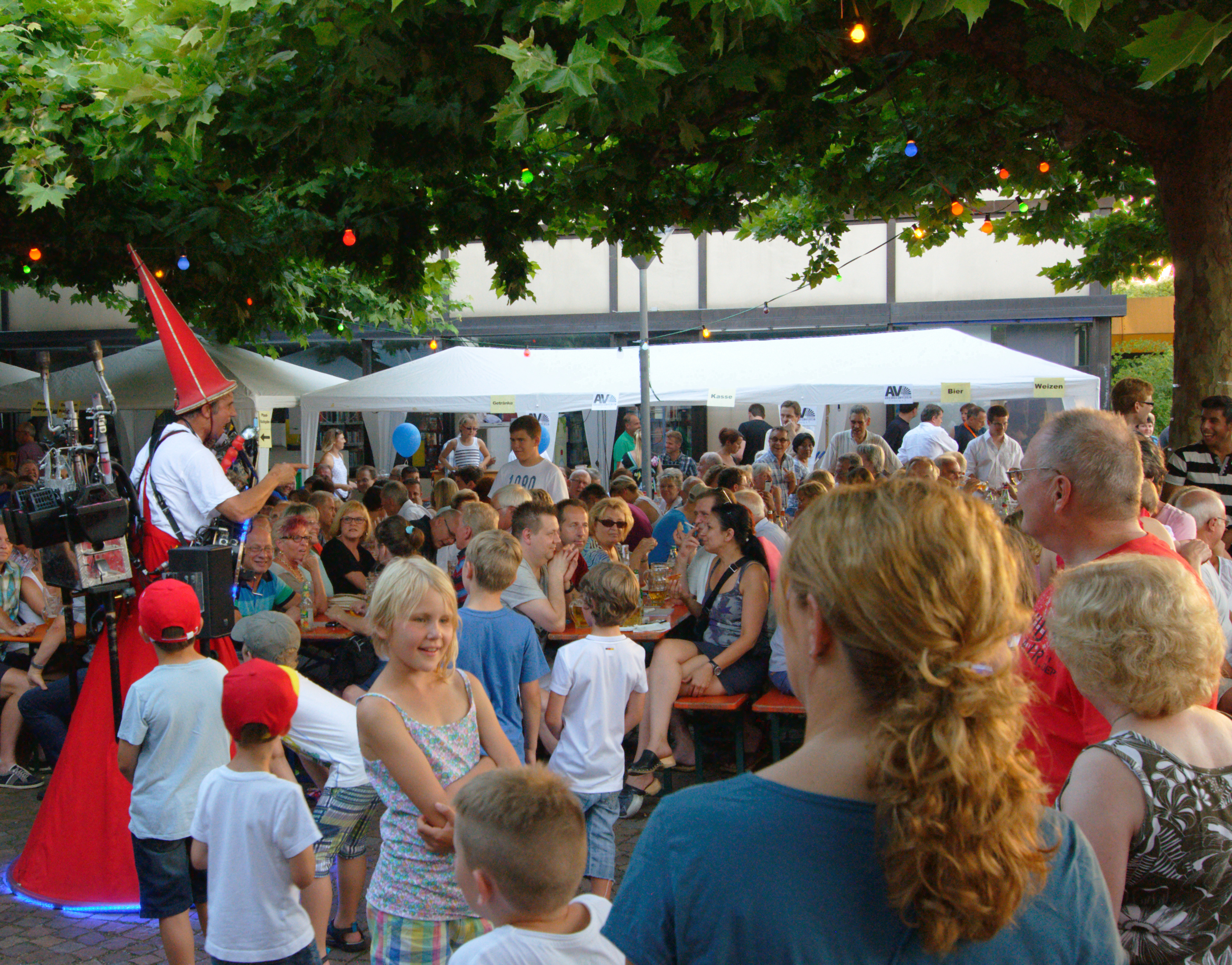
Hocketse beim Bürgerfest in Freiberg am Neckar

Hockete, Hocketse, Hocket oder Hock, Höck, auch Höcke oder Höcks, bezeichnet im alemannischen und schwäbischen Sprachraum ein gemütliches Beieinandersitzen zu geselliger Unterhaltung, sodann in Südwestdeutschland spezifisch ein Dorffest, bei dem es meist regional traditionelles Essen (zum Beispiel Rote Würste, Zwiebelkuchen oder Sauerkraut mit Schupfnudeln) und auch alkoholische Getränke (meist Wein oder Bier) gibt.
Als Veranstalter solcher Dorffeste treten heute in den meisten Fällen lokale Vereine und Organisationen (Musikverein, Schützenverein, Freiwillige Feuerwehr) aber auch lokale Arbeitgeber und Geschäfte (Metzger, Bäcker) an. Häufig ist eine örtliche Musikkapelle anwesend, die die Teilnehmer mit ihrer Musik unterhält.

## Wortherkunft
Das Wort kommt vom alemannisch-schwäbischen hocke für „sitzen“ und bedeutet wörtlich „Sitzerei“. Die Variante Hocket(e) ist in Oberschwaben, der Schwäbischen Alb, Teilen Südbadens und vereinzelt in der Schweiz geläufig, die Variante Hocketse im mittleren Neckarraum. Im Schweizerdeutschen ist Hock oder Höck mit der Bedeutung „geselliges Beisammensein“ üblich; die deutsche Bedeutung „Dorffest“ dagegen ist weniger geläufig.
Die Variante Hocketse wird scherzhaft gern vom Ausspruch do hocket se (schwäbisch-alemannisch für „da sitzen sie“) hergeleitet.